# 指挥紧急避险
指挥紧急避险（德语：Befehlsnotstand）是德国法律中的一個概念，指的是下级奉命执行违法任务時，但若拒绝服从命令，则下级会面临极端结果，例如他們的生命、人身安全會遭到威胁。
1950和1960年代，在德国，很多人因為二战战争中的罪行而面臨审判，他們就用指挥紧急避险來為自己辩护，但后来的深入研究表明，並不是百分百會遇到指挥紧急避险這一情況，因為二战期间的德意志國防軍和党卫队官兵若拒绝服从非法命令，是不会面临严重后果的。不過拒绝服从合法命令确实会引起严重后果，战争期间，约有23000名德军官兵因此而被处决。